# James Elmes
Pour les articles homonymes, voir Elmes.

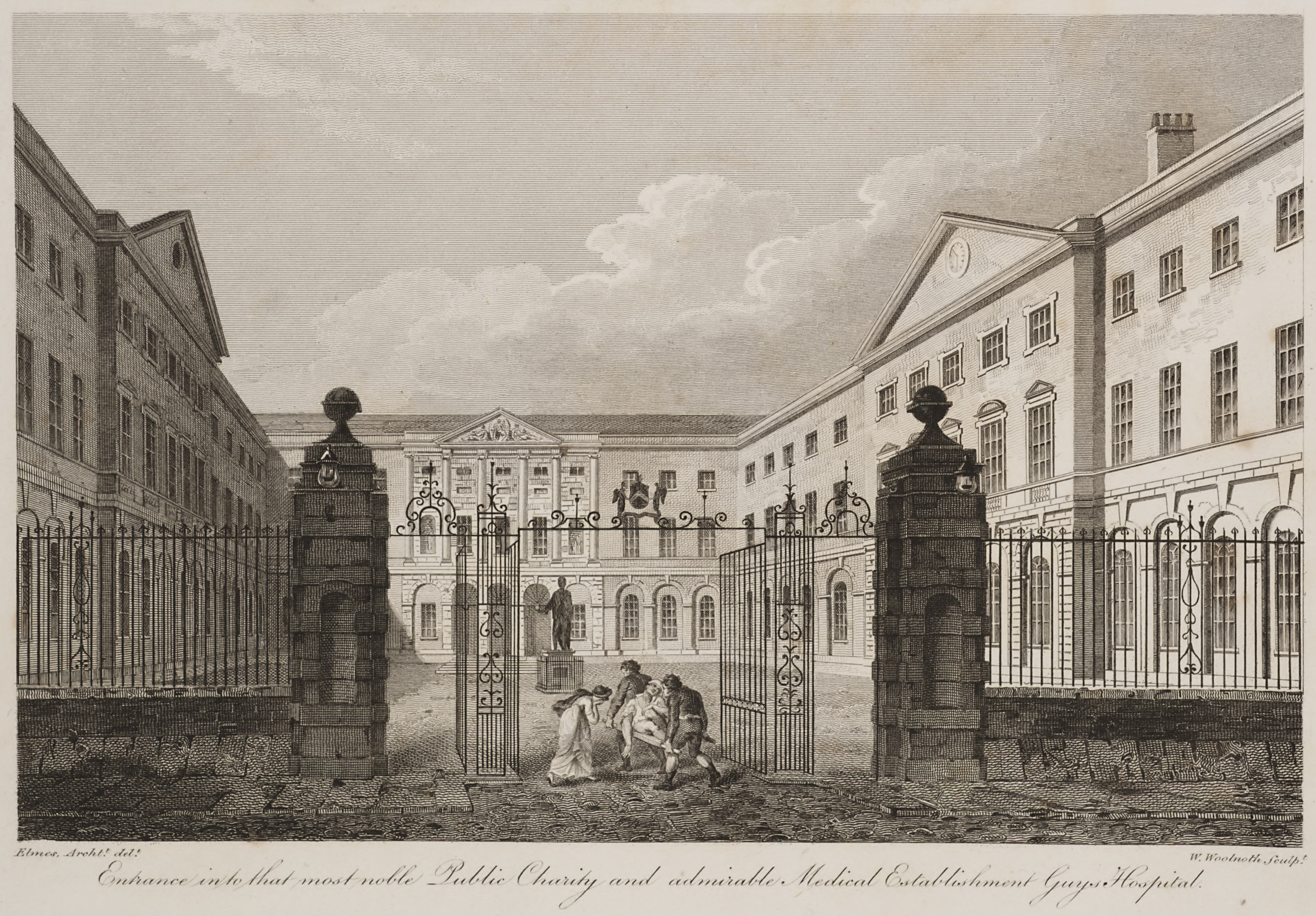
Une gravure de William Woolnoth sur l'entrée de Guy's Hospital d'après un dessin de James Elmes

James Elmes (15 octobre 1782, Londres - 2 avril 1862, Greenwich) était un architecte anglais, ingénieur civil et écrivain sur les arts.

## Biographie

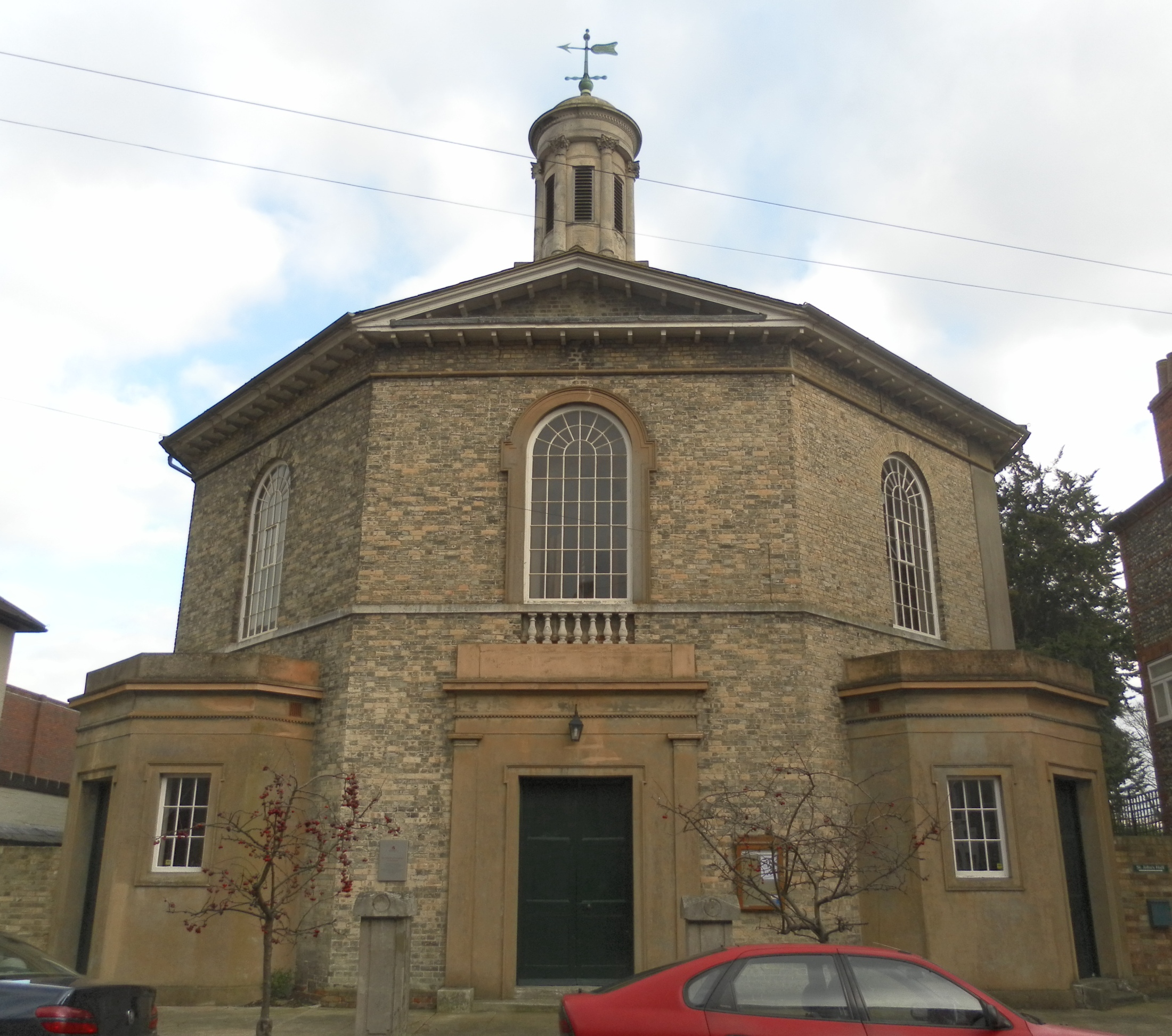
L'église St John the Evangelist à Chichester

James Elmes fit ses études à la Merchant Taylors' School et, après avoir étudié la construction avec son père et l’architecture avec George Gibson, devint étudiant à la Royal Academy, où il obtint la médaille d’argent en 1804. Il dessina un grand nombre de bâtiments à Londres, et a été arpenteur et ingénieur civil au port de Londres, mais il est surtout connu comme écrivain sur les arts. Il expose à la Royal Academy entre 1801 et 1842. Il est vice-président de la London Architectural Society à sa création en 1806.
En 1813-1814, il restaura la partie supérieure de la flèche de la cathédrale de Chichester, reconstituant le dispositif à pendule intégré par Sir Christopher Wren pour contrer les effets des vents violents. Elmes a décrit l'engin dans sa biographie de Wren, la qualifiant de « l'une des applications les plus ingénieuses et appropriées de son grand inventeur ».
Il fut le fondateur et l'éditeur des Annals of the Fine Arts, un magazine trimestriel publié entre 1816 et 1820. Le contenu du périodique était grandement influencé par les vues du peintre historique Benjamin Robert Haydon, avec qui Elmes était devenu ami alors qu'ils étaient étudiants à la Royal Academy. Elmes a prétendu avoir écrit la première revue de l'œuvre de Haydon jamais publiée, dans Monthly Magazine en 1806. Il a aussi publié le Magazine of the Fine Arts et Monthly Review à partir de 1821.
En 1831, il publia A Topographical Dictionary of London and its Environs qui décrit le Londres de son époque.
Elmes a démissionné de son poste au port de Londres en 1848, en raison d'une perte de vue, dont il s'est ensuite remis partiellement.
Il mourut à Greenwich le 2 avril 1862 et fut enterré à Charlton. L'architecte Harvey Lonsdale Elmes (en) est son fils.
John Haviland (en) qui a réussi comme architecte de prison aux États-Unis était son élève.